# Aegilops ventricosa
Aegilops ventricosa, vrsta jednogodišnje biljke iz porodice trava. Autohtona je u dijelovima Sredozemlja, a uvezena je i u newkoliko drugih zemalja

## Karakteristike
Trave ove vrste dosežu visinu od 30 do 65 centimetara.

### Listovi
Aegilops ventricosa ima jednostavne listove koji su naizmjenični. Listovi su linearni, cjeloviti i imaju paralelnu žilavost.

### Cvjetovi i plod
Aegilops ventricosa proizvodi cvjetove koji su raspoređeni u klasove u srpnju i kolovozu. Plodovi su zrno ili pšeno. (lat. caryopsis).

### Uzgoj
Podnosi temperature do -7°C.

## Varijeteti
- Aegilops ventricosa var. subulata (Pomel) Maire & Weiller, Maroko, Alžir, Libija.

Postoje brojni sinonimi.
- A. ventricosa
- A. ventricosa